# مدرسه جهانگیرخان
مدرسه جهانگیرخان مربوط به دوره صفوی - دوره قاجار است و در قم، ۴۵ متری عمار یاسر، کوچه مسجد جامع مقابل مسجد جامع واقع شده و این اثر در تاریخ ۱۶ فروردین ۱۳۷۷ با شمارهٔ ثبت ۱۹۸۷ به‌عنوان یکی از آثار ملی ایران به ثبت رسیده است.

## نام مدرسه
نام مدرسه چنان‌که در منابع تاریخی آمده و در وقف‌نامه آن نیز ذکر گردیده، «مدرسه جانی‌خان» است و شهرتش به جهانگیر خان، بدون مأخذ و سند بوده و سخن میرزا عباس فیض پیرامون تعمیر مدرسه در عهد صفوی توسط جهانگیرخان، مدرّس مدرسه شاه اصفهان فاقد مدرک است.
در وقف‌نامه سال ۱۳۱۷ق که حدود دویست سال بعد ازعصر صفوی نگارش شده، باز هم از مدرسه با عنوان «جانی‌خان» یاد شده است. 
از این مدرسه با نام مدرسه ناصری نیز یاد می‌شود چون بخشی از مخارج طلاب و روشنایی مدرسه از جانبناصرالدین شاه پرداخت شده بود. این مدرسه امروزه با نام جهانگیرخان شناخته شده و در کاشی‌کاری جدید در سال ۱۳۸۳ش، نام جهانگیرخان بر سر در ورودی مدرسه نگاشته شده است.